# گشت (انتظامی)

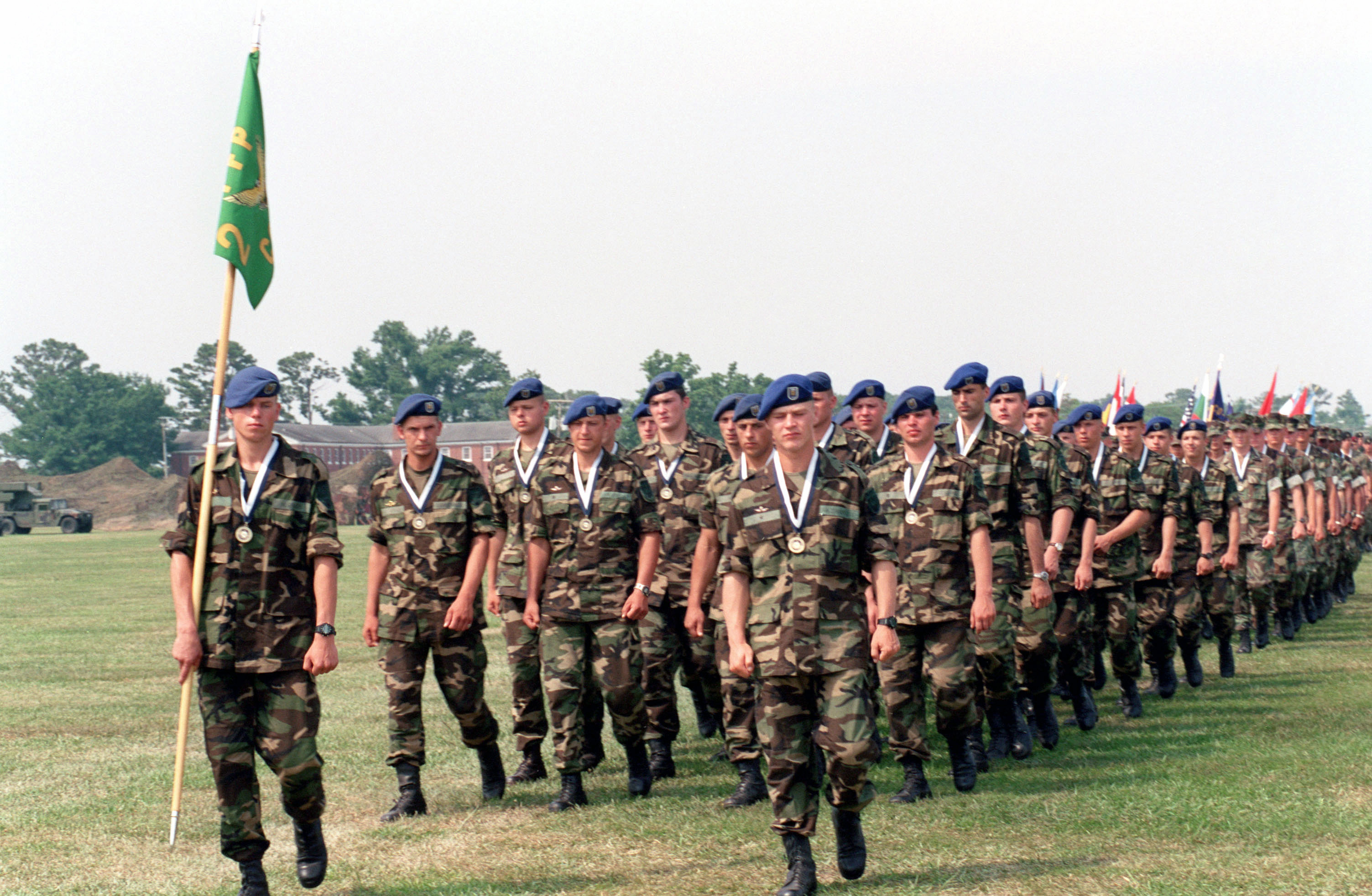
گروهی از سربازان لتونیایی در حال گشت

گشت به گروهی از افراد یا پرسنل گفته می‌شود مثل پلیس یا سازمان بسیج یا سربازان برای زیر نظر گرفتن منطقه ای جغرافیایی.

## ارتش
در ارتش، گشت، به افرادی از یک واحد بزرگ گفته می‌شود که برای عملیات شناسایی، رزم یا هر دو در زمین، دریا یا آسمان، اعزام می‌شوند.

## محافظان قانون

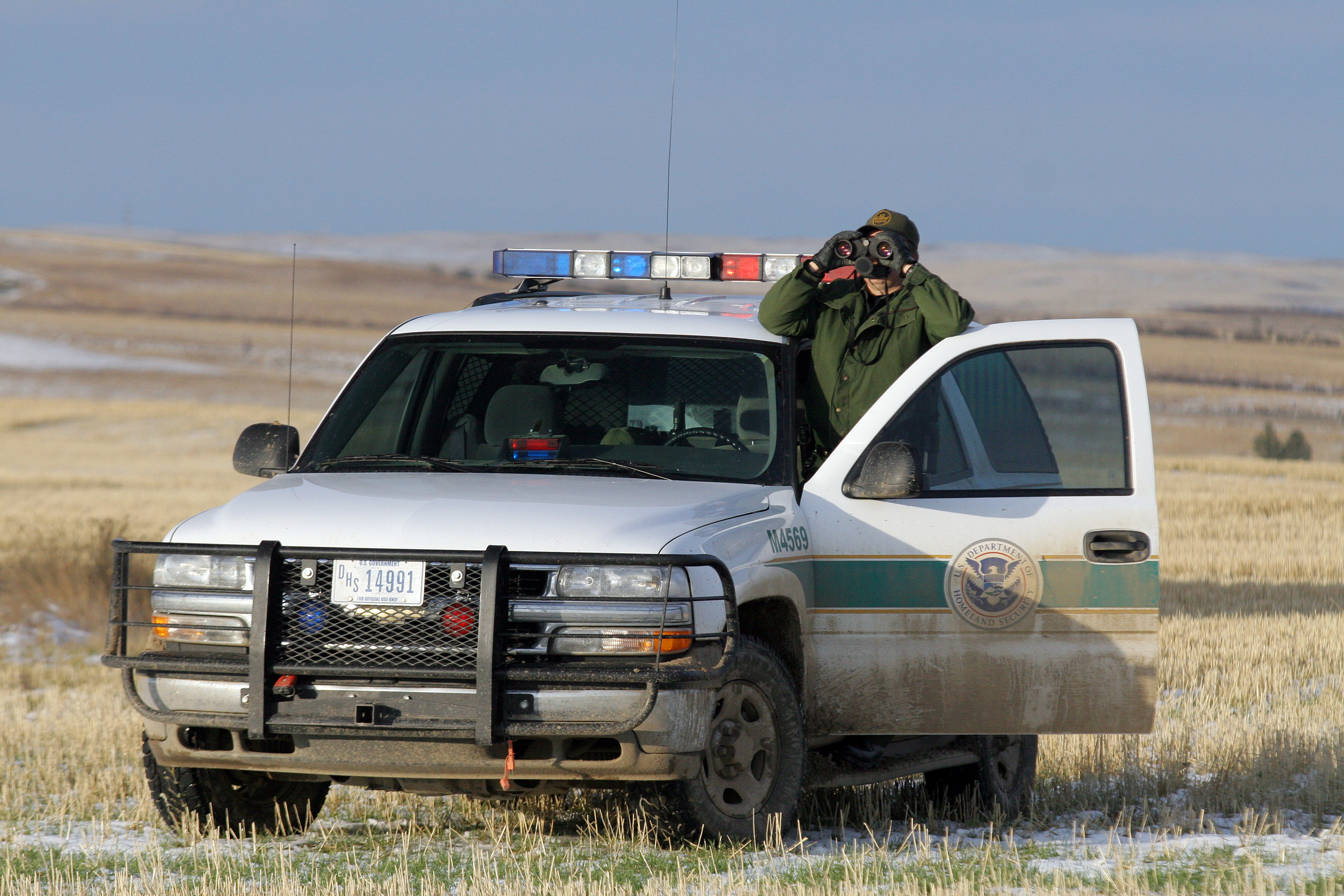
پلیس گشت مرزی ایالت مونتانا

در نیروهای محافظ قانون مانند پلیس ، پلیس گشت به گروهی از افراد پلیس گفته می‌شود که وظیفه تحت نظر گرفتن منطقه جغرافیایی خاصی را دارند و به دنبال اعمال قانون در هر گونه مشکلی هستند.

## گشت های غیر نظامی
در برخی مدارس از دانش آموزان به عنوان گشت استفاده می‌شود تا وظیفه امنیت داخلی مکان های آموزشی و برقراری نظم داخل مدرسه را بر عهده داشته باشند.